# Murder by Death
Murder by Death (bra: Assassinato por Morte; prt: Um Cadáver de Sobremesa) é um filme  norte-americano de 1976 do gênero "comédia", dirigido por Robert Moore.

## Elenco
- David Niven...Dick Charleson (paródia do marido do casal de detectives criados por Agatha Christie na série de livros Parceiros no Crime assim como Nick e Nora Charles da série de filmes "Thin Man" escrito por Dashiell Hammett),
- Peter Sellers...Inspector Sidney Wang (paródia dos detetives chineses da ficção Charlie Chan e Mr.Wong, ambos protagonistas de séries de filmes "B" americanos)
- Alec Guinness...Jamesir Bensonmun, o mordomo cego
- Peter Falk...Sam Diamond (paródia dos detectives da serie de TV Columbo, Sam Spade criado também por Hammett e Richard Diamond, das novelas radiofónicas homónimas)
- Maggie Smith...Dora Charleson, esposa de Dick
- James Coco...Milo Perrier (paródia de Poirot, outro detective da dama do crime Agatha Christie)
- Elsa Lanchester...Miss Jessica Marbles (paródia de duas detectives: Jane Marple, de Agatha Christie, e Jessica Fletcher da série televisiva "Crime disse ela").
- Eileen Brennan...Tess Skeffington
- Truman Capote...Lionel Twain
- James Cromwell...Marcel Cassette
- Richard Narita...Willie
- Estelle Winwood...Miss Withers, enfermeira anciã que possui algumas características de Miss Marple.

## Sinopse
Um milionário excêntrico e gênio electrônico chamado Lionel Twain, ajudado pelo seu mordomo cego Jamesir Bensonmum, reúne para um fim-de-semana em uma mansão num lugar remoto, os maiores detectives do mundo: Sam Diamond, acompanhado pela sua assistente e amante Tess Skeffington; Dick e Dora Charleson, acompanhados pelo cão deles, Myron, um terrier branco; Milo Perrier, com seu secretário e chauffeur, Marcel Cassette (James Cromwell na sua primeira aparição em filme); Inspector Sidney Wang na companhia do seu filho adotivo número 3 Willie (japonês) e Miss Jessica Marbles e sua enfermeira em cadeira de rodas.
O anfitrião, após chegada dos convidados, afirma ser ele o maior detective do mundo, e como prova, propõe a resolução de um crime ainda por ocorrer à meia-noite desse mesmo dia. Se alguém conseguir resolver o mistério e descobrir o assassino, ganha não só o título, mas também a soma de 1 milhão de dólares.
No entanto, a visita está longe de ser agradável, já que o crime em questão acaba por ser o assassinato do próprio milionário. E todos os convidados são suspeitos, uma vez que são reveladas, relações obscuras do passado deles com Twain.
Muito mais sobre Murder by Death nesta página do facebook criada por Pedro Costa o fã nº1 desde 1976 que já participou na escrita e sinopse deste mesmo filme no Wikipedia em Inglês e Português.
https://www.facebook.com/pg/mvrderbydeath